# Tetrix yaoshanensis
Tetrix yaoshanensis är en insektsart som beskrevs av Liang 1998. Tetrix yaoshanensis ingår i släktet Tetrix och familjen torngräshoppor. Inga underarter finns listade i Catalogue of Life.